# Vezetősáv
A vezetősáv a látássérültek (vakok és gyengénlátók) közlekedését, tájékozódását segítő, komplex akadálymentesítési eszköz. Alapvetően tapintható, de a gyengénlátók számára a háttértől élesen elütő színeket (fehér, sárga, antracitszürke, fekete) is használnak. Alkalmazható épületekben és a szabadban, közterületeken és a közlekedést kiszolgáló építményeken.
Az MVGyOSz által javasolt jelzések:
„1. „Állj! Veszélyforrás következik" jelentésű figyelmeztető jelzés - pontszerű,
diagonális elrendezésű, 25–45 mm átmérőjű gömbszeletekkel illetve
csonkakúpokkal strukturált felület
2. „Erre haladhatsz biztonságosan" jelentéssel bíró vezetősáv - a haladás
irányával párhuzamos, legalább 30–40 mm széles bordázatú felület
A taktilis jelek mindenképpen pozitív, azaz a burkolat 0 szintjéből +5 mm
magasságban kiálló, kidomborodó jelet tartalmazzanak. Ez a magasság ugyanis már
biztonságosan érezhető, kevéssé befolyásolja az érzékelhetőségét az időjárás, a kopás,
viszont még nem fokozottan balesetveszélyes más közlekedők számára. Kizárólag a
járófelületből kidomborodó felületi struktúra megfelelő, a bemart - negatív - jelzések
ugyanis nem vagy nem eléggé érzékelhetőek.”
A sérülésveszély elkerülése érdekében a jelzések legyenek biztonságosak, nem tartalmazhatnak éles sarkokat, szögeket vagy éleket. Továbbá érzékszervi tapasztalatok alapján javasolja azt is, hogy mindezek a jelzések emelkedjenek ki a burkolatokból, mivel a mélyített jelzések gyengébben vagy egyáltalán nem érzékelhetők. A gyengénlátók számára színeket is kell használni. Ahhoz, hogy valóban segítsenek, legyenek biztonságosak, ne csússzanak, ne lehessen bennük megbotlani, és ne zavarják a látást sem. Hogy még véletlenül se lehessen elkerülni a jelzéseket, különösen a veszélyre figyelmeztetőket, egy lépésnél szélesebbeknek kell lenniük.
Egyes helyzetekben nemcsak biztonságosabbá teszik a közlekedést, hanem életmentők is lehetnek, például a lesüllyesztett járdaszegélyek és a kerékpáros átkelőhelyek esetén. Az ilyen veszélyes helyeken a veszélyforrás teljes szélességében el kell helyezni a figyelmeztető jelet. A vezetősávok azt is segítik, hogy a látássérültek megtalálják, hogy merre kelhetnek át a kereszteződésen. A biztonságos haladás jelének a figyelmeztető jelhez kell kapcsolódnia.
A nemzetközi szabványok (CEN-TS15209 szabvány, ISO szabvány) kidolgozás alatt állnak; érvényes előírások jelenéeg (2015) nincsenek. Ezért az MVGyOSz szükségesnek látja, hogy tagjai kipróbálhassák az összes forgalomban levő jelzést. Nem szeretné, ha az építtető nélküle döntene arról, hogy melyik gyártó termékeit építik be. Ennek elősegítésére bemutatóparkot tervez, ahol minél több tagja tesztelheti a jelzéseket. Ezzel támogatnák a nemzetközi szabványok kialakítását is.